# Mike Mangan
Pour les articles homonymes, voir Mangan.
Pas d'image ? Cliquez ici

a Compétitions nationales et continentales officielles uniquement.

b Matchs officiels uniquement.
Michael T. Mangan, est né le 3 novembre 1975 à Chicago en Illinois (États-Unis). C’est un joueur de rugby à XV, qui joue avec l'équipe des États-Unis depuis 2005, évoluant au poste de deuxième ligne et de numéro 8 (1,96 m et 118 kg). Il joue actuellement avec le club des Denver Barbarians aux États-Unis au Colorado.
Mike Mangan a fini ses études à la Fremd High School en 1993, il va ensuite à l'Eastern Illinois University. Il a joué pendant ses études au football américain.

## Carrière

### équipe nationale
Il a eu sa première cape internationale le 25 mai 2005 à l’occasion d’un match contre l'Équipe du Canada. 
Mike Mangan a été retenu dans le groupe pour la coupe du monde 2007. 

### club
Mike Mangan a deux frères, un cousin et un oncle qui ont joué au rugby à XV. Il joue actuellement avec le club des Denver Barbarians. 
- Denver Barbarians

## Palmarès
- 17 sélections
- 0 point
- Sélections par années : 5 en 2005, 6 en 2006, 6 en 2007
- Retenu dans le groupe pour la coupe du monde 2007.